# Incarnate (альбом Killswitch Engage)
Incarnate (с англ. — «Воплощённый») — седьмой студийный альбом американской металкор-группы Killswitch Engage, выпущенный 11 марта 2016 года. Три песни из альбома были выпущены в качестве синглов: «Strength of the Mind» (11 декабря 2015), «Hate by Design» (29 января 2016) и «Cut Me Loose» (19 февраля 2016).

## История
Написание альбома оказалось долгим и проблемным. Адам Дуткевич прокомментировал, что по завершении трёх-четырёх песен лид-вокалист Джесси Лич «врезался в стену со своими идеями», добавив, что «[Джесси] не мог найти слова для текстов песен, от которых он мог загореться». Сам Лич заявил, что он «пришёл к той точке, когда альбом буквально сводил его с ума», так как 
было немало недель, когда я не был самим собой. Я просто затерялся в процессе, потому что я хотел выжать из этой записи всё, что возможно. Я плохо спал, иногда не спал вовсе, просыпался посреди ночи, садился и исписывал многие страницы текстами песен. В то время как всё было готово, у меня, наверное, скопилось 80 страниц черновиков. Я просто хотел дать всё, что я могу, как вокалист и как автор.
 Говоря о лирике альбома в интервью с Blabbermouth, Лич рассказал, что хотел поведать о последних событиях, но так, чтобы слушатели могли сами подвести свой итог: «я просто хотел подтолкнуть людей к раздумьям».

## Список композиций
| №                   | Название                         | Длительность |
| ------------------- | -------------------------------- | ------------ |
| 1.                  | «Alone I Stand»                  | 4:30         |
| 2.                  | «Hate by Design»                 | 3:47         |
| 3.                  | «Cut Me Loose»                   | 3:02         |
| 4.                  | «Strength of the Mind»           | 3:48         |
| 5.                  | «Just Let Go»                    | 3:04         |
| 6.                  | «Embrace the Journey...Upraised» | 5:26         |
| 7.                  | «Quiet Distress»                 | 3:47         |
| 8.                  | «Until the Day»                  | 2:56         |
| 9.                  | «It Falls on Me»                 | 3:46         |
| 10.                 | «The Great Deceit»               | 3:08         |
| 11.                 | «We Carry On»                    | 3:24         |
| 12.                 | «Ascension»                      | 3:14         |
| Общая длительность: | Общая длительность:              | 43:52        |

| №                   | Название                                              | Длительность |
| ------------------- | ----------------------------------------------------- | ------------ |
| 13.                 | «Reignite»                                            | 2:59         |
| 14.                 | «Triumph Through Tragedy»                             | 2:40         |
| 15.                 | «Loyalty» (из Catch the Throne: The Mixtape Volume 2) | 3:51         |
| Общая длительность: | Общая длительность:                                   | 53:22        |

| №                   | Название                                              | Длительность |
| ------------------- | ----------------------------------------------------- | ------------ |
| 13.                 | «Reignite»                                            | 2:59         |
| 14.                 | «Triumph Through Tragedy»                             | 2:40         |
| 15.                 | «Loyalty» (из Catch the Throne: The Mixtape Volume 2) | 3:51         |
| 16.                 | «In Due Time» (концертная запись)                     | 3:35         |
| Общая длительность: | Общая длительность:                                   | 56:57        |

## Награды и критика
| Совокупная оценка  | Совокупная оценка |
| Источник           | Оценка            |
| ------------------ | ----------------- |
| Metacritic         | 78/100            |
| Оценки критиков    |                   |
| Источник           | Оценка            |
| Allmusic           | [ 7 ]             |
| AntiHero Magazine  | [ 8 ]             |
| The Guardian       | [ 9 ]             |
| Kerrang!           | [ 10 ]            |
| Loudwire           | Благоприятно      |
| Metal Injection    | 9/10              |
| New Noise Magazine | [ 13 ]            |
| Stereoboard        | [ 14 ]            |

Оценки критиков альбома Incarnate были в целом положительными. Сайт Metacritic, агрегатор рецензий, присвоил альбому среднюю оценку 78 из 100, основываясь на пяти рецензиях профессиональных критиков
Том Джурек из AllMusic оценил альбом в 3,5 звезды из 5, отметив наличие в альбоме «амбициозности, уверенности, и, более того — страсти». Алек Чиллингворт из Stereoboard.com дал немного более критическую оценку альбома. В заключении своей рецензии он написал: «Incarnate — не лучший альбом Killswitch Engage. Он не является тем, к чему вы привыкли, и он не выдерживает сравнения с Alive or Just Breathing, Disarm the Descent, и даже The End of Heartache». Чиллингворт, однако, похвалил вокал Джесси Лича, отметив, что его чистый вокал стал более контролируемым, а скрим — ещё более грязным, чем был раньше.
Альбом дебютировал на шестой позиции в чарте Billboard 200 и первой позиции в чартах Top Rock Albums и Hard Rock Albums, разойдясь тиражом в 33 000 проданных копий на первой неделе после релиза.

## Участники записи
- Джесси Лич — вокал;
- Адам Дуткевич — соло-гитара, бэк-вокал, продюсирование;
- Джоуэл Стротцел — ритм-гитара, бэк-вокал;
- Майк Д’Антонио — бас-гитара;
- Джастин Фоли — ударные.

## Чарты
| Чарт (2016)                         | Высшая позиция |
| ----------------------------------- | -------------- |
| Австралия (ARIA)                    | 5              |
| Австрия (Ö3 Austria)                | 10             |
| Бельгия/Фландрия (Ultratop)         | 30             |
| Бельгия/Валлония (Ultratop)         | 71             |
| Канада (Canadian Albums Chart)      | 4              |
| Нидерланды (Album Top 100)          | 99             |
| Финляндия (Suomen virallinen lista) | 14             |
| Германия (Offizielle Top 100)       | 10             |
| Венгрия (MAHASZ)                    | 29             |
| Ирландия (IRMA)                     | 50             |
| Новая Зеландия (RMNZ)               | 20             |
| Швейцария (Schweizer Hitparade)     | 10             |
| Великобритания (UK Albums Chart)    | 10             |
| США (Billboard 200)                 | 6              |